# Мурашиний лев північний
Мурашиний лев північний (Myrmeleon bore) — вид сітчастокрилих комах з родини мурашиних левів (Myrmeleontidae).

## Морфологічні ознаки
Довжина крил дорослої особини становить приблизно 27 мм, а розмах — 55–69 мм.

## Географічне поширення
Ареал виду охоплює частину Європи і палеарктичну частину Азії - від Німеччини, Австрії та Італії через Скандинавію і Росію до Японії, Курильських островів і Тайваню. Він пов'язаний з піщаними районами, головним чином прибережними та внутрішніми дюнами. Трапляється також у хвойних лісах.

## Спосіб життя
Імаго літають з червня по серпень. Личинки будують пастки в піску.